# Сидорово (Грязовецкий район)
Сидорово — село в Грязовецком районе Вологодской области. Административный центр Сидоровского муниципального образования и Сидоровского сельсовета.
Расстояние до районного центра Грязовца по автодороге — 48 км. Ближайшие населённые пункты — Бекренево, Бакшино, Горицы, Панкратово.
По переписи 2002 года население — 645 человек (311 мужчин, 334 женщины). Всё население — русские.
Село Сидорово в 1955—1959 годах было центром Лежского района.